# Game Boy Light
La Game Boy Light es una videoconsola portátil que salió a la venta el 14 de abril de 1998, y sólo estaba disponible en Japón. Al igual que la Game Boy Pocket, la consola tenía un precio de 6.800 yenes. La GBL es ligeramente más grande que la GBP y cuenta con una retroiluminación electroluminescente para condiciones de poca luz. Utiliza dos pilas AA, que le proporcionan aproximadamente 12 horas de juego con la luz encendida y 20 con ella apagada. Estaba disponible en dos colores estándar: dorado y plateado. También recibió numerosas ediciones especiales, entre ellas una clara Famitsu 500 (Modelo-F02) con botones blancos. Esta edición también estaba limitada a 5000 unidades, como el primer Model-F. Edición Astro Boy con una carcasa transparente y una imagen de Astro Boy en ella, una edición Osamu Tezuka World edition con una carcasa roja transparente y un dibujo de sus personajes, y una versión Pokémon Center Tokyo de color amarillo sólido.

## Hardware

### Ediciones especiales

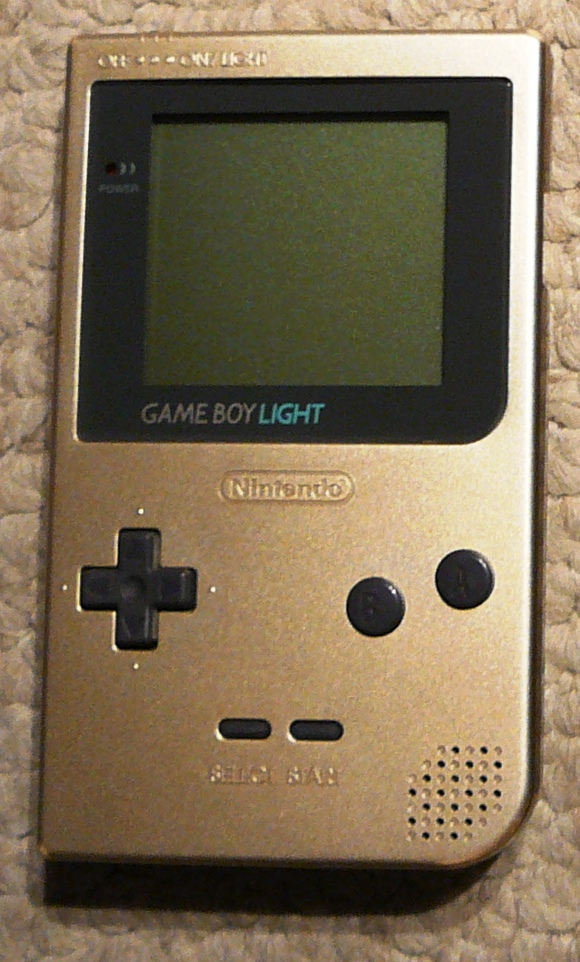
Game Boy Light Gold.

Los primeros dos modelos que salieron a la venta fueron las versiones dorada y plateada. Un poco más tarde salieron seis ediciones especiales y limitadas, que son:
- Game Boy Light Clear Red: Tezuka Osamu World Shop.[5]

- Game Boy Light Astro Boy: Tezuka Osamu World Shop.[6]

- Game Boy Light Pikachu Yellow: Pokémon Center Tokio. Como su propio nombre indica, esta versión se vendió sólo en la única tienda Pokémon Center que había por aquel entonces, en Tokio.[7]

- Game Boy Light Clear Yellow: Toy's 'R' Us.[8]

- Game Boy Light Famitsu Skeleton. Existen dos versiones, aunque la consola es exactamente la misma en las dos. Por un lado está la edición de encargo y por otro la edición de evento. La primera se conseguía comprándola por correo y la segunda en un evento especial realizado en el barrio japonés de Akihabara.[9]

### Especificaciones técnicas
| Tamaño                 | Aproximadamente 80mm x 135mm x 27mm (An x Al x Pr) |
| Peso                   | Aproximadamente 138g |
| Pantalla               | Pantalla reflectante supertrenzada nemática (STN) pantalla de cristal líquido (LCD) |
| Tamaño de pantalla     | 50mm por 45mm |
| Fotogramas por segundo | 59.727500569606 Hz |
| Energía                | 6 V, 0.7 W (2× pilas AA) |
| Duración de batería    | Aproximadamente 10 horas de juego |
| CPU                    | Zilogic Z80 a 4.194304 MHz |

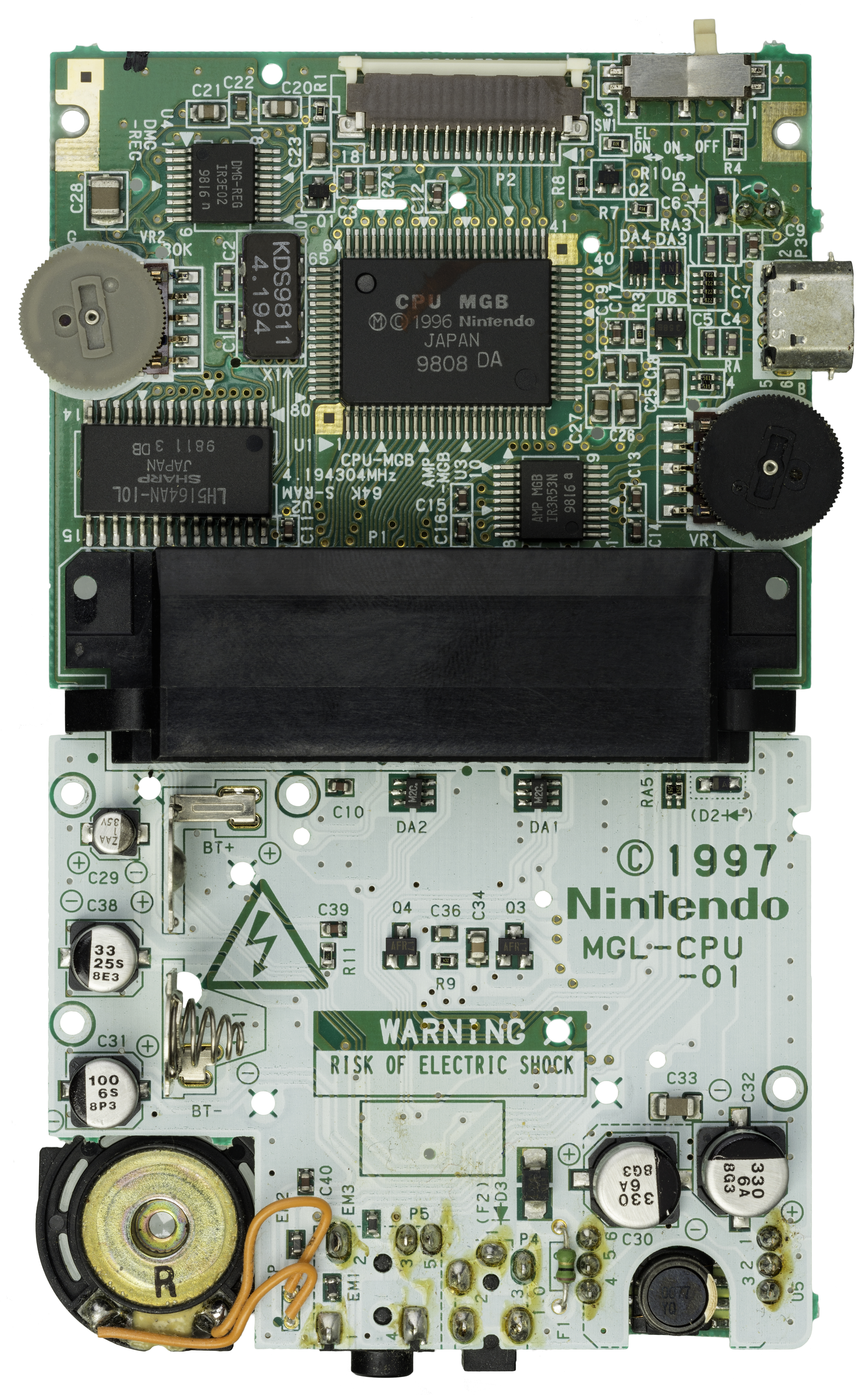
Interior de una Game Boy Light.

| Memoria                | 64 KB espacio de direcciones incluyendo: - 8 KB de RAM de trabajo integrada - Hasta dieciséis páginas de 8 KB de RAM de trabajo intercambiable (en el cartucho de juego) para un máximo de 128 KB de RAM externa (que puede ser alimentada por batería para guardar partidas). - 8 KB de memoria RAM para la pantalla LCD. - 32 KB de Game Pak externa ROM, de los cuales 16 KB son intercambiables ROM de arranque de 256 bytes en el chip; cartuchos de 32 KB, 64 KB, 128 KB, 256 KB, 512 KB, 1 MB, 2 MB, 4 MB y 8 MB. |
| Resolución de pantalla | 160 (ancho) × 144 (alto) píxels (10:9 relación de aspecto) |
| Soporte de color       | 2 bits (cuatro tonos de "gris": claro a muy oscuro) - Referencia: - 0x0 0x1 0x2 0x3 |
| Sonido                 | Procesador PSG de Estéreo FM de 4 canales |
| Entrada                | - Cruceta de ocho direcciones - Cuatro botones de acción (A, B, Start, Select) - Potenciómetro de volumen - Potenciómetro de contraste - Interruptor de encendido - I/O en serie ("Cable link"): 512 kbit/s con hasta 4 conexiones en serie - Cartucho I/O |